# Крупенин, Артур Борисович
Арту́р Бори́сович Крупе́нин (30 декабря 1958, Ростов-на-Дону, СССР) — российский тележурналист, телеведущий, сценарист, писатель. Известен, главным образом, по работе на телевизионном канале «ТВ-6» (1995—2001).

## Биография
По образованию — переводчик, окончил Военный институт иностранных языков (испанский, английский языки).
Работал военным переводчиком за рубежом, преподавал на кафедре военного перевода Московского государственного института международных отношений. Был кадровым военнослужащим: служил на Кубе. В 1991 году в звании майора уволился из армии. Занимался с педагогом по речи Беллой Дмитриевной Гаймаковой.

## Работа на телевидении
В 1995 году Артур Крупенин был приглашен в команду телеведущих телеканала ТВ-6. 17 мая 1996 года состоялся первый эфир ток-шоу «Профессия». Идея программы принадлежала продюсерам ТВ-6 Ивану Демидову и Александру Олейникову и заключалась в том, что в студию приглашали трёх представителей какой-нибудь экзотической или вполне заурядной с виду профессии, и те отвечали на вопросы ведущего и зрителей о превратностях и скрытых нюансах своего ремесла. Режиссёром программы стала Елена Лапина. В течение сезона 1996—1997 годов ток-шоу «Профессия» в первую очередь благодаря ярким, запоминающимся гостям (Владимир Познер, Александр Любимов, Галина Волчек, Юрий Кобаладзе и другие) быстро достигло пика популярности. Затем интерес к программе стал спадать, и в 1998 году она прекратила своё существование.
В 1998 году по инициативе Ивана Демидова в сетке вещания телеканала «ТВ-6 Москва» появилась новая программа с участием Артура Крупенина — «Мужской клуб». Идея заключалась в создании альтернативной версии одного из самых популярных хитов канала — ток-шоу «Я сама» с той лишь разницей, что о сердечных делах рассуждали не женщины, а мужчины. Несмотря на относительную популярность «Мужского клуба», этой программе так и не удалось сравняться по рейтингам с «Я сама». Просуществовав в телеэфире два года, в июне 1999 года ток-шоу было закрыто. По слухам, этому закрытию во многом способствовала разгромная статья телекритика Ирины Петровской в адрес программы и её ведущего.
В 1999 году Крупенин стал ведущим передачи «Краткий курс», рассказывающей о курьезных моментах всемирной истории. Автором идеи и продюсером программы была Юлия Меньшова. В 2000 году Крупенин был приглашён в качестве ведущего в информационно-развлекательную программу «День за днём», выходившую на канале ТВ-6 в утренние и дневные часы. Его партнёршей в студии стала Елена Турубара. В таком формате программа просуществовала до 2001 года, когда в связи с приходом команды НТВ под руководством Евгения Киселёва почти все прежние ведущие канала получили уведомление об увольнении. Крупенин прокомментировал эти события следующим образом: «…Зла на них не держу. Я был поклонником НТВ. Как я могу злиться на Максимовскую, Шендеровича, Осокина — суперпрофессионалов, которых очень уважаю?».
После ухода с канала ТВ-6 занимался пиаром в одном из столичных пиар-агентств. В 2002 году Артур Крупенин после некоторого перерыва вернулся на телевидение: был руководителем службы событий в телекомпании ВИD (отвечал за проведение различных премий, церемоний, концертов, корпоративных мероприятий и презентаций, исполняя при этом роли организатора или шоумена), затем — креативного продюсера одного из проектов телекомпании ВИD, но в 2006 году покинул компанию.

## Телевизионные проекты
- 1996—1998 — ток-шоу «Профессия», ведущий, сценарист.
- 1997 — «Москва-850» (цикл документальных фильмов к 850-летию со дня основания Москвы). Автор, ведущий одной серии[20].
- 1998 — ток-шоу «Я сама… собственной персоной». Ведущий одного выпуска[21].
- 1998—1999 — ток-шоу «Мужской клуб», ведущий[22][23], сценарист.
- 1999 — информационно-развлекательная программа «Краткий курс», ведущий, сценарист[24].
- 2000—2001 — информационно-развлекательная программа «День за днём», ведущий[25][26].
- 2006 — развлекательная программа «Большой спор», креативный продюсер.

## Музыка
После ухода с телевидения Крупенин несколько лет пробовал себя в качестве композитора, аранжировщика и продюсера группы «Ки-ви», но не смог добился ощутимого успеха. Некоторые из записанных коллективом треков попали на радио, но популярности не достигли.

## Споры о прототипе главного героя
Существует версия, согласно которой под псевдонимом Стольцев скрывается реальный преподаватель МГУ, кандидат исторических наук, читающий в первом семестре тот же самый курс лекций по истории Древней Греции и Древнего мира, что и его литературный прототип, и в чём-то похожий на главного героя книжной серии.

## Публикации
- 2015 — Ave, Caesar! <дело о римской монете> (издательство «Арбор»)
- 2016 — Энигматист <дело о Божьей Матери> (издательство «Арбор»)
- 2016 — Каникула <дело о тайном обществе> (издательство «Арбор»)